# Kervo å
Kervo å (fi.: Keravanjoki), biflod till Vanda å. Kervo å flyter genom landskapet Nyland i södra Finland. 
Kervo å är den längsta bifloden till Vanda å och är 65 kilometer lång. Ån börjar i sjön Ridasjärvi i Hyvinge och flyter under Hangövägen vid byn Kaukas till Tusby naturaområde, "Kervo ås kanjon", vidare till Kellokoski, Träskända, Kervo och genom Vandas sydöstra stadsdelar. Mellan Dickursby och Rosendal fungerar Kervo å som gränsflod mellan Helsingfors och Vanda städer. På Vandasidan ligger här bl.a. Helsinge kyrkoby. I Rosendal flyter ån samman med Vanda å. 